# Constantijn V van Armenië
Constantijn V (Armeens: Կոստանդին, Gosdantin of Kostantine) (17 april 1313 - 21 december 1362) was koning van Armeens Cilicië van 1344 tot 1362. Hij was een zoon van Boudewijn van Negir, een neef van Hethum I van Armenië, en een verre neef van Constantijn IV van Armenië.
Toen Constantijn IV werd gedood tijdens een opstand in 1344 volgde Constantijn V hem op. Hij werd de tweede koning uit de Lusignan-dynastie. Constantijn wilde iedereen die aanspraak maakte op de troon laten vermoorden, onder andere zijn neven Bemon en Leo, maar voordat het zover kwam ontsnapten zij naar Cyprus.
Constantijn was getrouwd met Maria van Korikos, een dochter van Oshin van Korikos en Jeanne van Anjou. Met haar kreeg hij twee zoons, Oshin (overleden 1356) en Leo (overleden 1357), zij stierven voordat zij hun vader konden opvolgen. Constantijn stierf een natuurlijke dood in 1362 en werd opgevolgd door zijn neef Constantijn VI van Armenië.